# Comité militaire du parti
Pour les articles homonymes, voir CMP.
Le  Comité militaire du parti (CMP) est une junte militaire présidée par le général Yhombi-Opango, qui a dirigé la république populaire du Congo du 19 mars 1977 au 5 février 1979.

## Genèse du CMP
En vertu de la Constitution de janvier 1973, la République populaire du Congo (dénomination officielle du Congo-Brazzaville de 1969 à 1991) est dirigée par le Parti congolais du travail (PCT). L'organe suprême du PCT est le Comité Central, qui comprend une quarantaine de membres. Ceux-ci sont choisis par le Congrès du parti qui se réunit tous les cinq ans et élit le Président. 
Le Comité Central se réunit en session ordinaire deux fois par an, et définit les grandes orientations politiques du pays.
Les neuf premiers membres du Comité Central constituent le Bureau Politique et forment avec les membres du gouvernement le Conseil d'État, exécutif de la nation. Le Président du Comité Central du PCT est de droit Président de la république.
Après le congrès ordinaire du PCT de décembre 1974, les contradictions internes et les difficultés économiques conduisent le Président Marien Ngouabi à réunir le Comité Central en session extraordinaire du 5 au 12 décembre 1975. Les décisions les plus importantes en sont la convocation prochaine d'un congrès extraordinaire du parti, la dissolution du Bureau Politique, le changement du gouvernement, Louis Sylvain-Goma étant nommé premier Ministre à la place Henri Lopès. En outre, le colonel Yhombi-Opango et Martin M'beri sont exclus du Comité central. Un État Major Spécial Révolutionnaire est constitué en remplacement du Bureau Politique jusqu'au congrès. La composition de l'EMSR est la suivante : Marien Ngouabi, Président, Jean-Pierre Thystère-Tchicaya, Louis Sylvain-Goma, Denis Sassou-Nguesso et Jean-Pierre Gombe.
Le 18 mars 1977, quelques heures après l'assassinat du Président Ngouabi, une réunion des quatre derniers membres de l'État Major Spécial Révolutionnaire au Ministère de la Défense aboutit à la décision d'instituer un Comité Militaire du Parti à la place de l'EMSR pour gérer la crise. Sa mission est d'organiser les obsèques du Président et de gérer le pays jusqu'à nouvel ordre.
Dans la nuit, les membres du Comité Central présents à Brazzaville sont réunis d'urgence pour entériner la décision de l'EMSR.
Cette décision sort du cadre constitutionnel, car à la suite de la disparition du président de la République, Thystère-Tchicaya (Chargé de la permanence et de l'organisation du PCT) serait devenu numéro un du parti, et Alphonse Mouissou-Poaty, Président de l'Assemblée Nationale, aurait dû assumer la vacance à la tête de l'État.
Le 19 mars, la disparition du Président de la république est officiellement annoncée, ainsi que la mise en place du CMP.

## Composition du CMP
La composition du CMP, rendue publique le 19 mars 1977 est la suivante : 
- Colonel Yhombi-Opango
- Commandant Denis Sassou-Nguesso
- Commandant Louis Sylvain-Goma
- Commandant Damase Ngollo
- Commandant Jean-Michel Ebaka
- Commandant Martin Mbia
- Commandant Pascal Bima
- Capitaine François-Xavier Katali
- Capitaine Nicolas Okongo
- Capitaine Florent Ntsiba
- Lieutenant Pierre Anga

Sept d'entre eux sont membres du Comité Central.
Pour l'opinion publique, l'élément le plus remarquable, c'est la forte prépondérance des officiers issus des régions du Nord du pays (7). Les régions du Sud, les plus peuplées du pays, ne fournissent que 2 membres (Sylvain-Goma et Bima), de même que la région des Plateaux, au Centre (Ngollo et Ntsiba).
L'annonce lue par Florent Ntsiba ne précise pas les attributions de chacun des membres du CMP. Il semble que dans les premiers jours, les positions ne soient pas encore définies au sein de la junte.
Le 2 avril 1977, le commandant Sassou-Nguesso préside les obsèques du Président Ngouabi.
Le lendemain la structure du CMP est officialisée. Yhombi-Opango en est le président. De facto, il devient le Président de la République du Congo. Les deux vice-président du CMP sont Sassou-Nguesso et Sylvain-Goma.
Le 5 avril 1977, Le CMP promulgue un Acte Fondamental qui modifie la constitution et qui formalise sa prise de pouvoir.
Louis Sylvain-Goma est confirmé au poste de Premier Ministre et Dénis Sassou-Nguesso conserve le portefeuille le la Défense.
Deux points sont susceptibles d'expliquer l'accession de Yhombi-Opango à la tête du pays, en dépit de son exclusion du Comité central du PCT, 16 mois auparavant. Il est l'officier le plus gradé au sein du CMP et, dans le contexte de tensions ethniques induites par l'assassinat de Ngouabi, l'accession d'un autre des leurs à la présidence est susceptible d'apaiser la colère des membres de l'ethnie kouyous.

## Le CMP et l'assassinat de Marien Ngouabi
Dès l'assassinat de Ngouabi, le CMP se lance avec frénésie dans la traque des auteurs et complices. Dans les heures qui suivent l'acte, c'est-à-dire avant même l'institution du CMP, le Ministre de la Défense, Sassou-Nguesso, fait arrêter des dizaines de personnes, acteurs politiques ou membres de la garde présidentielle. Le capitaine Kimbouala Nkaya ancien Chef d'État major général, perd la vie au cours de son arrestation, à la suite d'une bavure. Aussitôt installé, le CMP met sur pied une commission d'enquête, qui auditionne les suspects, et une cour martiale qui siège à huis clos (les débats ne seront jamais rendus publics).
La version officielle qui en sortira indique qu'un commando montée par l'ancien Président Massamba-Débat et dirigée par le capitaine Kikadidi s'est introduit au palais et a attenté aux jours du Président Ngouabi, avec la complicité de certains membres de la garde présidentielle. Au cours de l'attentat, deux membres du commando et deux membres de la garde ont perdu la vie. Massamba-Débat, condamné à mort est exécuté le 25 mars 1977. Plusieurs membres de la garde de Ngouabi sont également exécutés pour complicité ou défaillance. Leur nombre et leur identité ne sont pas bien connus, mais parmi eux figurent le lieutenant Mboro et le caporal Ontsou.
Le capitaine Kikadidi, officier exclu de l'armée en 1969, en fuite depuis le 18 mars 1977, est condamné à mort par contumace pour avoir dirigé le commando qui a attenté à la vie du président. Les anciens ministres Pascal Lissouba et Claude-Ernest Ndalla sont condamnés à la prison à vie.
Le 3 janvier 1978, une cour révolutionnaire d'exception, instituée par le CMP, ouvre des audiences publiques pour juger 42 accusés dans l'affaire Marien Ngouabi. Elle est présidée par le Président de la Cour Suprême, Charles Assemekang. Jacques Okoko en est le Commissaire du gouvernement (procureur). Le 6 février 1978, elle condamne à mort sans appel 10 des accusés, tous membres de l'entourage de Massamba-Débat. Ce sont Ndoudi-Ganga, Germain Mizelet, Samba-Dia-Nkoumbi, Daniel Nkanza, Daniel Kianguila, Simon Sissilou, Pierre Dianzenza, Albert Konda, Grégoire Kouba, Etienne Kikouba. Le Président leur ayant refusé la grâce, la sentence est exécutée le lendemain, au petit matin. André Hombessa, est condamné à mort par contumace
Diverses peines sont prononcées contre les autres accusés.
L'irruption subite du CMP et l'aisance avec laquelle elle s'il s'empare du pouvoir, puis le déroulement du procès de 1978 conduisent l'opinion congolaise à douter de la version officielle de l'assassinat de Marien Ngouabi. La plupart des Congolais tendent à penser que le CMP est le véritable auteur du crime. 14 ans plus tard, les témoignages à la conférence nationale souveraine, sans mettre réellement en lumière la trame du complot, confortent cette opinion. À ce jour, la seule interrogation porte sur l'implication individuelle de chacun des membres du CMP.

## La dictature du CMP
Par l'acte fondamental qu'il promulgue, le CMP dissout l'Assemblée nationale et s'approprie les pouvoirs législatifs. Il réduit les pouvoirs du gouvernement à son profit. Dans la pratique, le PCT dans il tire sa légitimité est marginalisé (le Comité Central est mis en sommeil pendant deux ans) et le Comité Militaire s'appuie exclusivement sur l'armée.
Par la chasse aux sorcières qu'il mène contre les "assassins de Ngouabi", il entretient une atmosphère de peur dans le pays, alimenté par un couvre-feu permanent. De façon récurrente, des personnalités sont arrêtées pour leur implication supposée dans l'affaire Ngouabi, pour tentatives de déstabilisation du régime ou pour de motifs divers (diffusion de tracts, offense à chef d'État).
Dans la ligne des régimes précédents, les libertés de pensée, de parole et de presse sont absentes dans le pays. Le gouvernement expulse les résidents illégaux et exproprie les commerçants ouest-africains qui, pour la plupart, sont dans ce cas.
En théorie, le CMP poursuit l'œuvre de Marien Ngouabi, en vue de la construction d'une société socialiste, l'idéologie officielle du régime reste le marxisme-leninisme et les références au Président défunt sont quotidiennes. Dans la pratique, une ouverture vers les pays capitalistes est perceptible (rétablissement des relations diplomatiques avec les États-Unis, rompues depuis 1965).
Sur le plan économique, les difficultés financières héritées du mandat de Marien Ngouabi persistent et le CMP ne parvient pas à corriger les déséquilibres budgétaires (les fonctionnaires sont soumis à des retards de salaire de plus en plus importants)

## La fin du CMP
La brutalité du CMP et ses limites dans la gestion de l'État le rendent impopulaire. En outre, des contradictions internes se font jour dès 1978. Notamment au sujet de Kikadidi, abattu le 14 février 1978 dans un quartier de Brazzaville, alors que certains membres du CMP souhaitaient qu'il soit pris vivant.
Le premier vice-président Sassou-Nguesso, à qui est confié la coordination des activités du parti et le Ministère de la Défense, s'emploie à saper la position de Yhombi-Opango. Courant 1978, la capitaine Anga, partisan de Yhombi-Opango, publie à l'intention des membres du CMP, un document intitulé "Ce qui nous divise et les moyens de conjurer une crise dans un processus révolutionnaire". Il y dénonce les manœuvres de Sassou-Nguesso et le rend responsable, en tant que Ministre de la Défense, des carences de la garde présidentielle de Ngouabi. Sassou-Nguesso exige et obtient sa suspension du CMP pour diffamation.
Les manœuvres souterraines de Sassou-Nguesso, allié à Thystère-Tchicaya, amènent les organisations de masse du PCT (syndicat unique, organisations des femmes et de la jeunesse) à exiger la tenue d'une session extraordinaire du Comité Central du PCT, en hibernation depuis 1977. Des tracts sont diffusés dans le pays qui dénoncent le train de vie de Yhombi-Opango et le mettent en cause dans la mort de Ngouabi.
Devant l'effervescence des populations, de plus en plus hostiles, et l'agitation des organes du parti, Yhombi-Opango est contraint de convoquer le Comité Central le 5 février 1979. Dès le premier jour de la session, la majorité du Comité Central, qui en veut à Yhombi-Opango de l'avoir mis sur la touche pendant deux ans, met fin à la mission du CMP.
Le 8 février, au terme de la session, Dénis Sassou-Nguesso est désigné pour présider le comité préparatoire du congrès extraordinaire du PCT. Celui-ci entérina fin mars 1979, la prise de pouvoir de Sassou-Nguesso.

## Sources
- J-P Thystère-Tchicaya, "Itinéraire d'un africain vers la démocratie", Édition du Tricorne, 1992
- R. Bazanguissa-Ganga, Les voies du politique au Congo, Karthala, 1997
- A-R Massema, "Crimes de sang et pouvoir au Congo-Brazzaville", L'harmattan, 2005.